# Maestro della Cattura

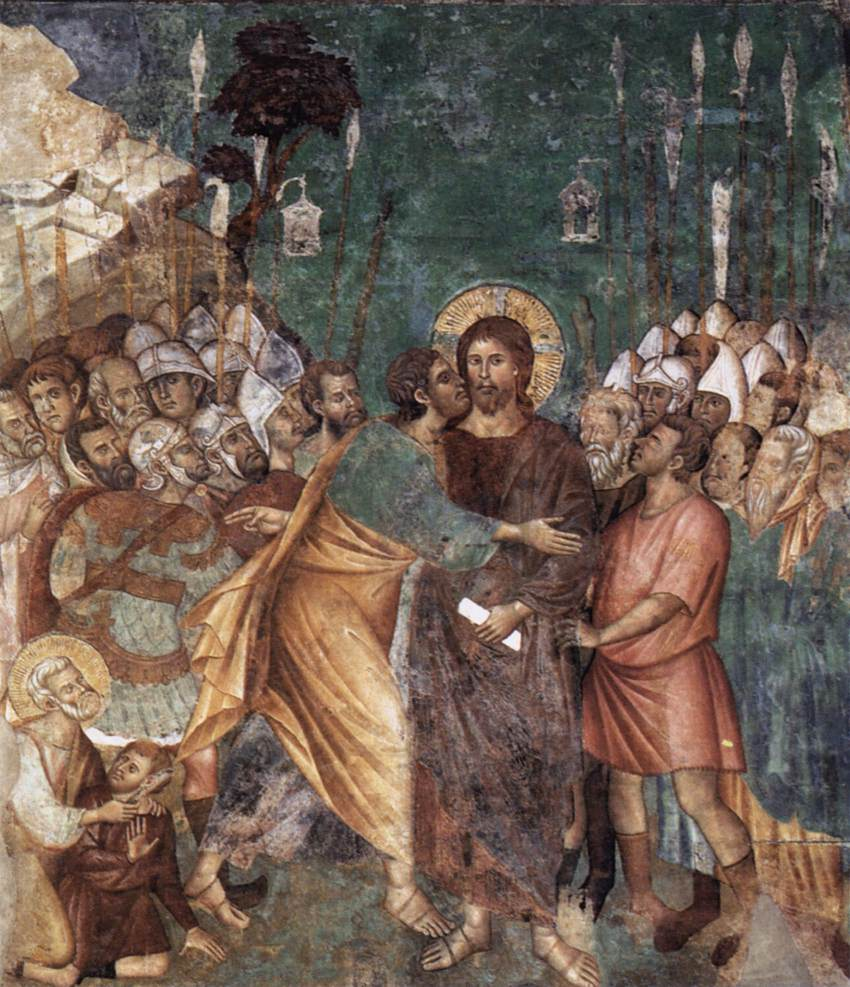
La Cattura di Cristo nella Basilica superiore di Assisi.

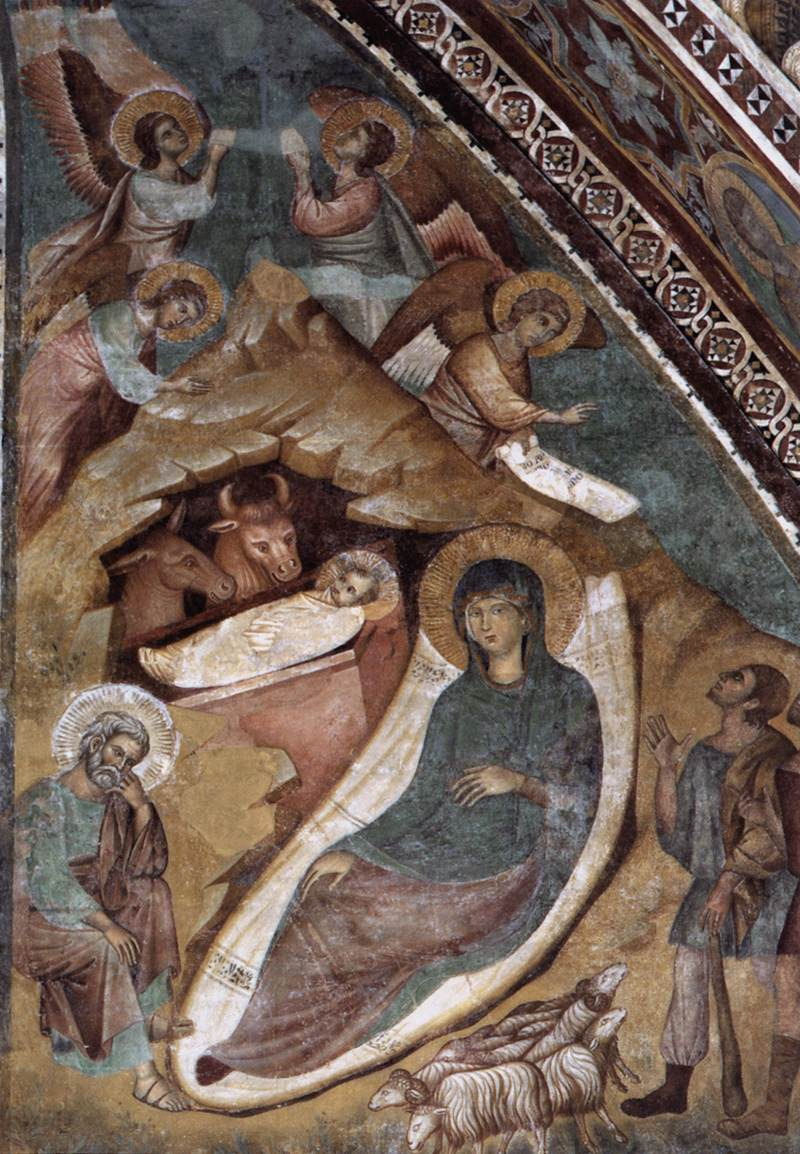
La Natività nella Basilica superiore di Assisi.

Con il nome Maestro della Cattura viene indicato un anonimo pittore attivo nell'ultimo quarto del XIII secolo nella Basilica superiore di San Francesco d'Assisi, dove eseguì le scene cristologiche della seconda campata, dalla Natività alla Salita al Calvario, quest'ultima in collaborazione con un artista più elegante ed evoluto identificato da alcuni con Memmo di Filippuccio. In particolare  affrescò la scena della Cattura di Cristo, da cui è derivato il nome con cui è classificato.
La sua partecipazione alle diverse fasi della decorazione della Basilica superiore si svolse probabilmente lungo tutto l'arco dell'ultimo ventennio del Duecento, dall'esordio quale allievo di Cimabue nel transetto sinistro, dove gli va riconosciuta la figura di un angelo, alla collaborazione con Jacopo Torriti nella volta dei santi (terza campata), oltre alle figure del Sant'Agostino e forse del Sant'Ambrogio nella volta dei dottori (prima campata); ad alcune figure di santi (San Benedetto e Santa Chiara) nell'arcone di accesso; al clipeo col San Paolo della controfacciata, nonché una probabile collaborazione con Giotto all'interno del ciclo francescano (alcune figure nel San Francesco davanti al Sultano).
A questi affreschi Miklós Boskovits (1981) aggiunge un Crocifisso su tavola, conservato nella Pinacoteca comunale di Trevi. 
Ritenuto da alcuni un artista toscano e identificato con Gaddo Gaddi o col Maestro di San Gaggio, e giudicato da altri, per il suo marcato classicismo,
un seguace romano di Cimabue, è più probabilmente un artista locale, caratterizzato da una pittura larga e ordinata, attivo dapprima accanto a Cimabue, poi
fortemente influenzato dai modi delle maestranze romane con cui si trovò ad operare.